# Dirty Boots
Dirty Boots è un singolo del gruppo musicale statunitense Sonic Youth, pubblicato nel 1991 come terzo estratto dal sesto album in studio Goo. Il brano è stato scritto e prodotto dai Sonic Youth, con la produzione aggiuntiva di Nick Sansano e Ron Saint Germain. Il singolo include cinque canzoni dal vivo registrate il 3 novembre 1990 alla Crawford Hall della University of California, Irvine. Lo spettacolo completo è stato pubblicato nel 2019 come "Live In Irvine 1990", come parte della serie di pubblicazioni digitali Sonic Youth Archive.

## Video musicale
Il video musicale di Dirty Boots è stato diretto da Tamra Davis. Questo vede un ragazzo e una ragazza che si innamorano a un concerto dei Sonic Youth. Al climax, entrambi salgono sul palco e si baciano appassionatamente mentre la band continua a suonare; entrambi vengono scortati fuori dai buttafuori nel pubblico facendo stage diving. Il video è stato girato nel club di New York chiamato Beowulf. La ragazza è stata interpretata da Lisa Stansbury di Neptune, New Jersey. La band la scelse dopo averla vista ballare a un concerto dei Dinosaur Jr. al Maxwell's di Hoboken.

## Tracce e formati
- Vinile 12", cassette e CD singolo

1. "Dirty Boots" (edit) – 4:49
2. "White Kross" (live) – 5:06
3. "Eric's Trip" (live) – 3:28
4. "Cinderella's Big Score" (live) – 6:34
5. "Dirty Boots" (live) – 6:13
6. "The Bedroom" (live) – 3:37